# شركة النقل الحضري والجهوي (تونس)
شركة النقل الحضري والجهوي شركة خاصة للنقل الجماعي للمسافرين، تؤمن الرحلات في مدينة تونس وضواحيها. تأسست عام 2003 وبدأت تأمين الرحلات في نوفمبر 2004 بأسطول ضم 6 حافلات. تطور أسطولها ليضم في ديسمبر 2008 84 حافلة، أي 4322 مقعدًا. نقلت الشركة عام 2007 10 ملايين مسافرًا.